# Chant de gorge inuit

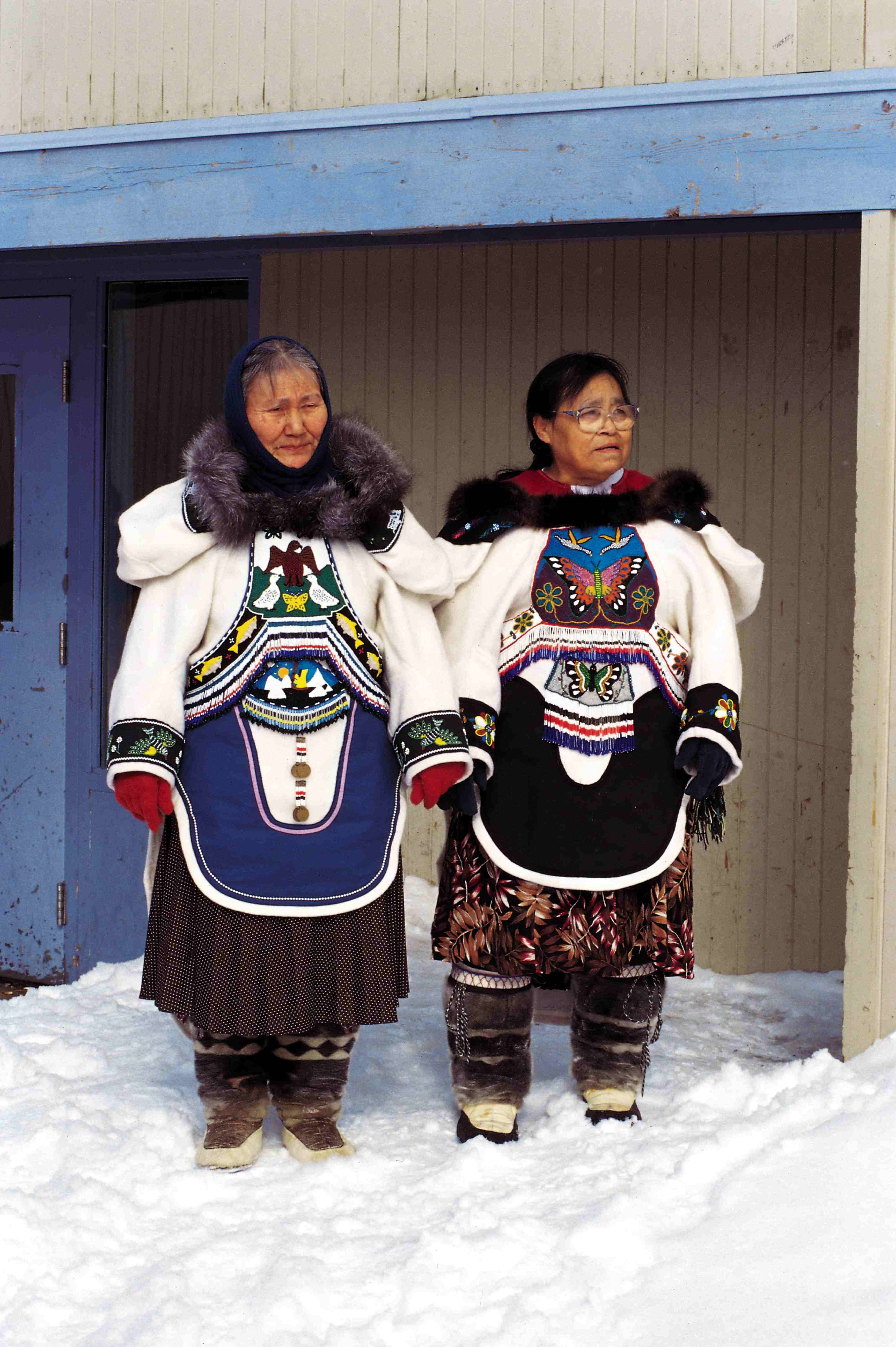
Chanteuse de gorge inuit

Le chant de gorge inuit (ou plus exactement jeu vocal) est un chant diphonique ludique pratiqué par les femmes inuits dans l'Arctique canadien. Contrairement aux chanteurs de gorge d'autres régions du monde, tels que le Tibet, la Mongolie ou la République de Touva, les artistes américains sont généralement des femmes et chantent le plus souvent en duo. Traditionnellement, le chant inuit est un jeu, une sorte de concours amusant, où les femmes se relancent afin de voir qui survivra à l'autre.

## Terminologie
Les premiers blancs qui ont entendu les Inuits pratiquer les jeux de gorge ont naturellement nommé ces bruits des chants de gorge, des chants haletés ou des chants gutturaux ; mais à juste titre, les ethnomusicologues Beverley Diamond et Nicole Beaudry ont préféré utiliser les termes « jeu vocal » ou « jeu de gorge » dans leurs ouvrages, termes qui mettent l'accent sur l'aspect ludique plutôt que musical,. En effet, les Inuits n'ont pas de mot équivalent à « musique » et c'est l'optique culturelle des Européens qui a créé une confusion subjective quant à la place réelle qu'occupent les jeux de gorge dans la culture inuite. D'abord, la musique des Inuits, telle que nous l'entendons, est essentiellement fondée sur les percussions. Ensuite, les jeux de gorge sont exécutés en duo et comportent une notion de compétition avec gagnants et perdants.

## Tradition

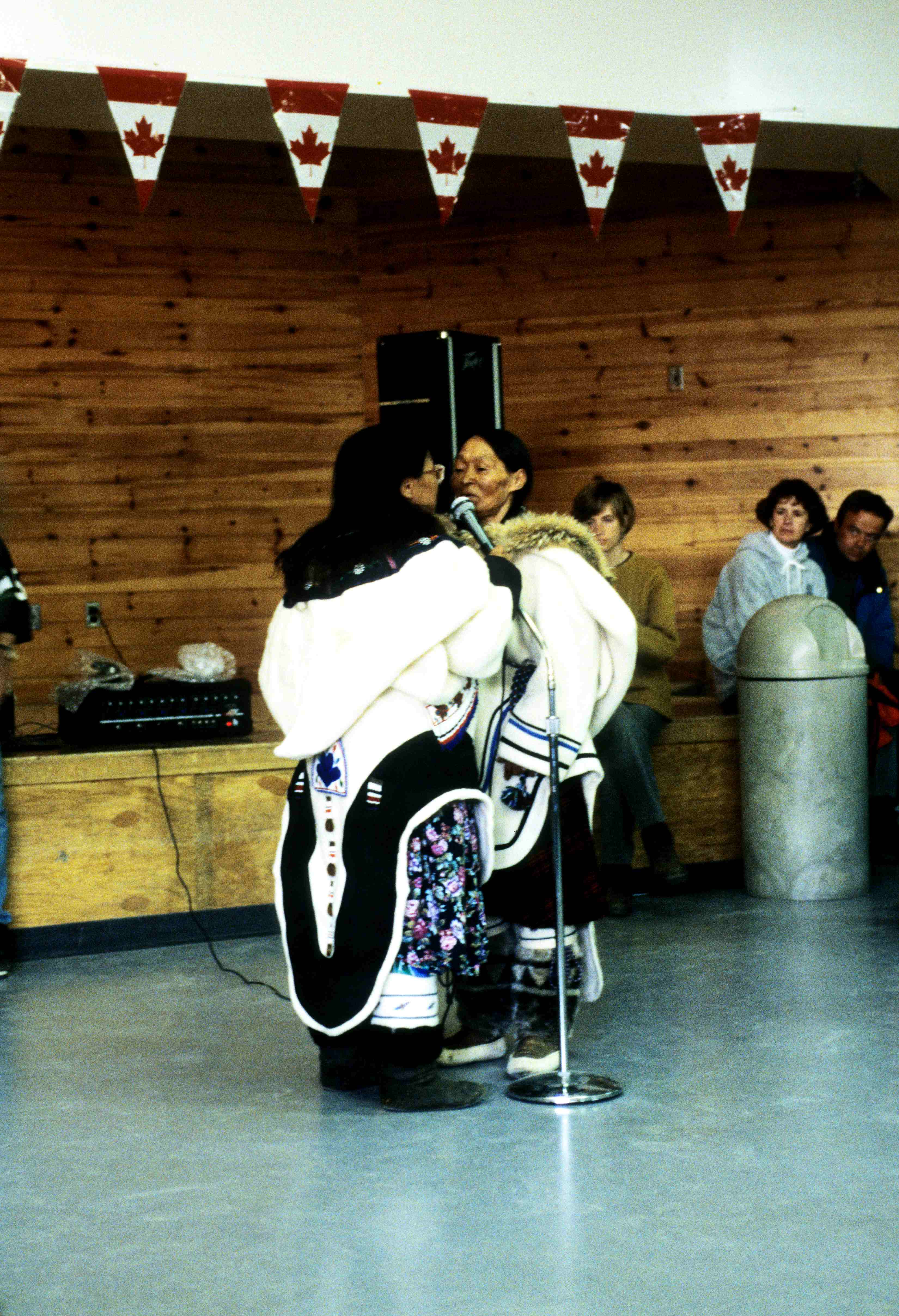
Pratique du chant de gorge inuit entre deux sœurs

Les jeux vocaux (ou jeux de gorge) sont généralement compétitifs, pratiqués par deux femmes placées face à face en se tenant les épaules. Le jeu prend fin lorsqu'une des participantes est à bout de souffle ou si elle rit. Bien que les chants de gorge soient des jeux avant tout ludiques, les joueuses sont méritantes pour la qualité des sons produits et pour leur endurance. À certaines occasions, on ajoute des éléments de difficulté, tels que s'accroupir et remonter tout en exécutant le chant de gorge, ce qui a pour effet d'essouffler les participantes et ajouter l'endurance physique à la compétition, mais ces alternatives dépendent de l'âge et des conditions physiques des joueuses. 
Si ces jeux sont pratiqués généralement par des femmes, c'est que la tradition inuite veut que les garçons se joignent aux hommes dès qu'ils sont en âge de chasser. Les jeunes garçons participent aux jeux vocaux, mais n'atteignent pas l'expertise des femmes qui pratiquent tout au long de leur vie.

## Déclinaisons

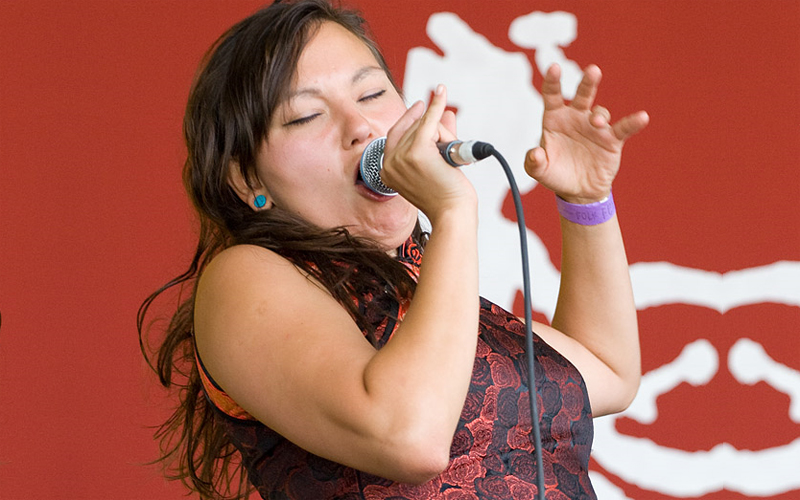
Tanya Tagaq Gillis au Festival de Musique Folk d'Edmonton en 2007.

Bien que les Inuits soient un groupe ethnique en soi, dans le nord du Canada il existe plusieurs sous-groupes, donc plusieurs déclinaisons des jeux et différentes appellations suivant les régions : Katajjaq ou katadjak (Nunavik et Baffin), Iirngaaq (Nunavut), Piqqusiraarniq ou pirkusirtuk (Igloolik et Baffin), Qiarvaaqtuq (Arviat), Nipaquhiit (Nunavut). C'est l'un des très rares exemples de chant diphonique féminin, et le seul sur le continent américain, pratiqué uniquement parmi les Inuites du Canada. En musicologie, les ethnomusicologues classent les jeux de gorge des Inuits en deux catégories : 
- Katajjaq (ᑲᑕᔾᔭᖅ  en inuktitut) : le katajjaq des Inuits s'apparente au rekuhkara (en) des Aïnous[3] (レクッカラ en Katakana, de rekuh signifiant « gorge » en aïnou[4]), chant traditionnel millénaire pratiqué par le peuple Aïnou, les aborigènes du Japon. Le rekuhkara a disparu en 1976 lorsque le dernier qui pratiquait ce chant est décédé[3].

Depuis 2014, la pratique du katajjaq est inscrite dans le Répertoire du patrimoine culturel du Québec. Il s'agit du premier élément inscrit au Répertoire depuis l'instauration de la Loi sur le patrimoine culturel.